# Jurong Bird Park

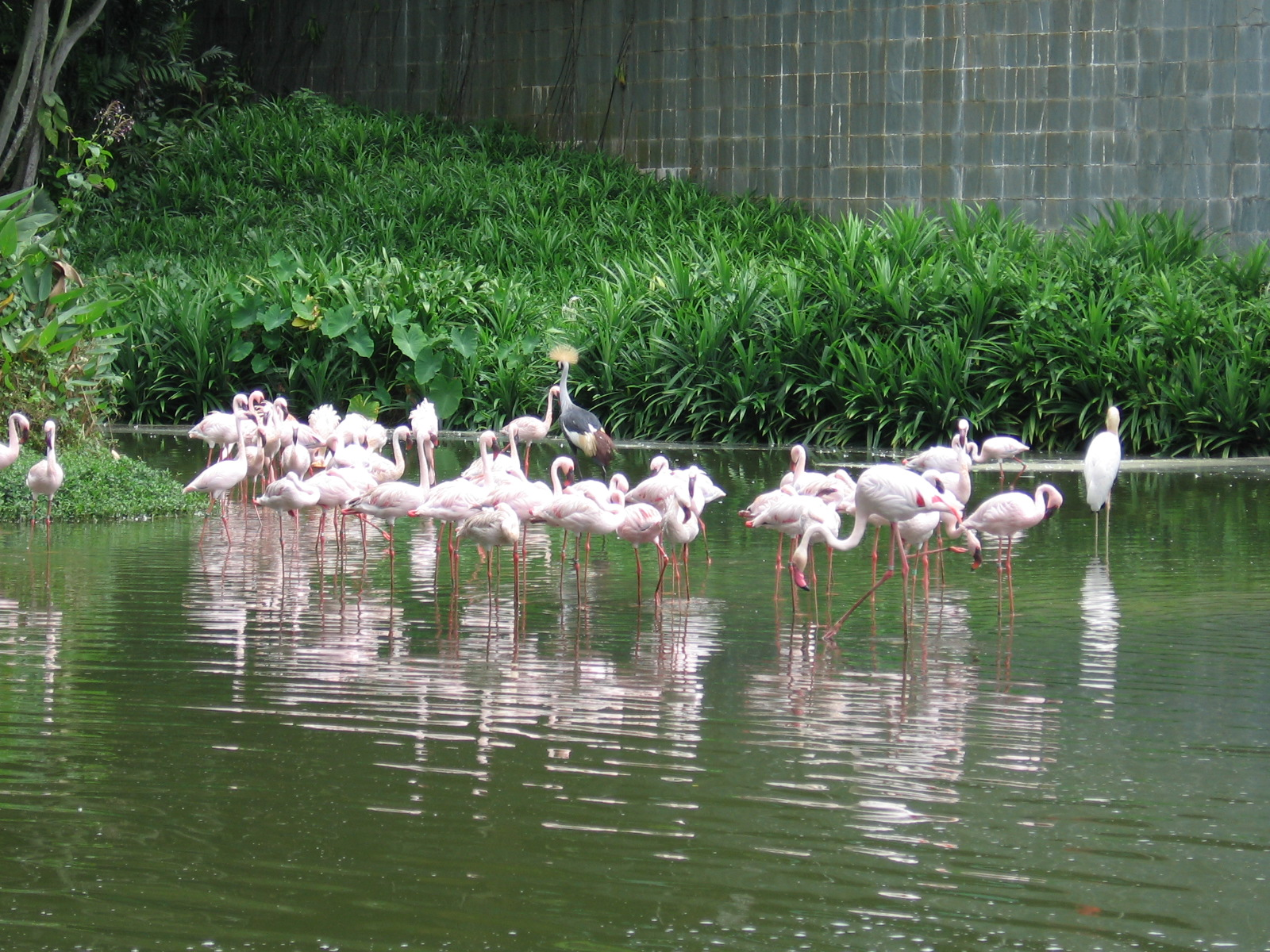
Flamants roses au Jurong Bird Park.

Le Jurong Bird Park est un parc zoologique singapourien. Ce parc ornithologique de 20,2 ha a ouvert en 1971. Il est géré par l'ONG Wildlife Reserves Singapore (en), comme les trois autres parcs zoologiques que compte la cité-État, le Zoo de Singapour, le Night Safari et le River Safari.

## Annexe